# 叶青 (企业家)
叶青（1966年6月—），广东新会人，中华人民共和国企业家，叶氏集团董事长，中华全国工商业联合会副主席。2018年被评为改革开放40年百名杰出民营企业家。